# Carpenteria (protista)
Carpenteria es un género de foraminífero bentónico de la subfamilia Carpenteriinae, de la familia Victoriellidae, de la superfamilia Planorbulinoidea, del suborden Rotaliina y del orden Rotaliida. Su especie tipo es Carpenteria balaniformis. Su rango cronoestratigráfico abarca desde el Eoceno superior hasta la Actualidad.

## Clasificación
Carpenteria incluye a las siguientes especies:
- Carpenteria alternata
- Carpenteria balaniformis
  - Carpenteria balaniformis var. proteiformis
- Carpenteria bulloides
- Carpenteria candei
- Carpenteria capitata
- Carpenteria carolinensis
- Carpenteria conoidea
- Carpenteria globiformis
- Carpenteria hamiltonensis
- Carpenteria hassleri
- Carpenteria lobosa
- Carpenteria microscopica
- Carpenteria monticularis
- Carpenteria polythylakina
- Carpenteria proteus
- Carpenteria rhaphidodendron
- Carpenteria rotaliformis
- Carpenteria serialis
- Carpenteria simplex
- Carpenteria tapitia
- Carpenteria toddae
- Carpenteria utricularis
- Carpenteria wenmanensis

Otra especie considerada en Carpenteria es:
- Carpenteria proteiformis, aceptado como Biarritzina proteiforma